# Рибальська сільська рада (Татарбунарський район)
Риба́льська сільська́ ра́да —колишня  адміністративно-територіальна одиниця та орган місцевого самоврядування в Татарбунарському районі Одеської області. Адміністративний центр — село Рибальське.

## Загальні відомості
Рибальська сільська рада утворена в 1945 році.
- Територія ради: 34,4 км²
- Населення ради: 763 особи (станом на 2001 рік)
- Водоймища на території, підпорядкованій даній раді: лиман Шагани

## Населені пункти
Сільській раді підпорядковані населені пункти:
- с. Рибальське
- с. Балабанка

## Населення
Згідно з переписом УРСР 1989 року чисельність наявного населення сільської ради становила 1449 осіб, з яких 662 чоловіки та 787 жінок.
За переписом населення України 2001 року в сільській раді мешкали 762 особи.

### Мова
Розподіл населення за рідною мовою за даними перепису 2001 року:
| Мова       | Відсоток |
| ---------- | -------- |
| українська | 98,95 %  |
| болгарська | 0,92 %   |
| молдовська | 0,13 %   |

## Склад ради
Рада складається з 14 депутатів та голови.
- Голова ради: Гапанчук Олександра Федорівна

### Керівний склад попередніх скликань
| Прізвище, ім'я, по батькові   | Основні відомості                                                               | Дата обрання | Дата звільнення |
| ----------------------------- | ------------------------------------------------------------------------------- | ------------ | --------------- |
| Черноморченко Леонід Іванович | Сільський голова, 1960 року народження, освіта середня спеціальна, безпартійний | 26.03.2006   | 31.10.2010      |
| Черноморченко Леонід Іванович | Сільський голова, 1960 року народження, освіта середня спеціальна, безпартійний | 31.10.2010   | 15.12.2013      |
| Гапанчук Олександра Федорівна | Сільський голова, 1964 року народження, освіта середня спеціальна, позапартійна | 15.12.2013   |                 |

Примітка: таблиця складена за даними сайту Верховної Ради України

### Депутати
За результатами місцевих виборів 2010 року депутатами ради стали:

#### За суб'єктами висування
| Суб'єкт висування              | Кількість обраних депутатів | %    |
| ------------------------------ | --------------------------- | ---- |
| Самовисування                  | 7                           | 50   |
| Партія регіонів                | 5                           | 35,7 |
| Політична партія «За Україну!» | 1                           | 7,1  |
| Соціалістична партія України   | 1                           | 7,1  |

#### За округами
| № округу                       | Прізвище, ім'я, по батькові    | Дата визнання обраним | Освіта             | Партійна приналежність               | Відомості про обраного депутата          |
| ------------------------------ | ------------------------------ | --------------------- | ------------------ | ------------------------------------ | ---------------------------------------- |
| Партія регіонів                |                                |                       |                    |                                      |                                          |
| 2                              | Іщенко Інна Володимирівна      | 03.11.2010            | середня спеціальна | член Партії регіонів                 | Рибальська сільська рада, землевпорядник |
| 6                              | Бучумаш Наталя Петрівна        | 03.11.2010            | середня            | член Партії регіонів                 | будинок культури, бібліотекар            |
| 7                              | Паюл Володимир Іванович        | 03.11.2010            | середня            | член Партії регіонів                 | товаровиробник                           |
| 9                              | Паюл Павло Григорович          | 03.11.2010            | середня            | член Партії регіонів                 | загальноосвітня школа, водій             |
| 10                             | Корінна Лариса Федорівна       | 03.11.2010            | середня спеціальна | член Партії регіонів                 | Рибальська сільська рада, техпрацівниця  |
| Політична партія «За Україну!» |                                |                       |                    |                                      |                                          |
| 12                             | Байло Світлана Якимівна        | 03.11.2010            | середня спеціальна | член Політичної партії «За Україну!» | декретна відпустка                       |
| Соціалістична партія України   |                                |                       |                    |                                      |                                          |
| 11                             | Чіпко Леонід Павлович          | 03.11.2010            | середня спеціальна | член Соціалістичної партії України   | товаровиробник                           |
| Самовисування                  |                                |                       |                    |                                      |                                          |
| 1                              | Ісламова Наталія Анатоліївна   | 03.11.2010            | середня спеціальна | позапартійна                         | Рибальська сільська рада, начальник ВОС  |
| 3                              | Бондаренко Юрій Іванович       | 03.11.2010            | вища               | позапартійний                        | будинок культури, директор               |
| 4                              | Гапанчук Олександра Федорівна  | 03.11.2010            | середня спеціальна | позапартійна                         | Рибальська сільська рада, секретар       |
| 5                              | Паюл Іван Володимирович        | 03.11.2010            | середня спеціальна | позапартійний                        | фермерське господарство, фермер          |
| 8                              | Алєксєєнко Сергій Миколайович  | 03.11.2010            | середня спеціальна | позапартійний                        | товаровиробник                           |
| 13                             | Сторчеус Володимир Серафимович | 03.11.2010            | середня спеціальна | позапартійний                        | товаровиробник                           |
| 14                             | Іщенко Валерій Кирилович       | 03.11.2010            | середня            | позапартійний                        | товаровиробник                           |